# Dolichopus henanus
Dolichopus henanus är en tvåvingeart som beskrevs av Yang 1999. Dolichopus henanus ingår i släktet Dolichopus och familjen styltflugor.
Artens utbredningsområde är Henan (Kina). Inga underarter finns listade i Catalogue of Life.